# 968

## Evenimente
- Papa Ioan al XIII-lea numește primul episcop al Poloniei, pe Jordan.

## Nașteri
- dată necunoscută: Roman al III-lea Arghir  (d. 1034)

## Decese
- dată necunoscută: Hrotsvitha  (n. 935)
- dată necunoscută: Ioan al III-lea de Neapole  (n. ?)